# 해피니스 차지 프리큐어!
《해피니스 차지 프리큐어!》(ハピネスチャージプリキュア！ 하피네스챠지 푸리큐아[*], 영어: HappinessCharge PreCure!)는 도에이 애니메이션 제작의 애니메이션이다.

## 개요
- 아사히 방송 및 TV 아사히 계열국을 통해 2014년 2월 2일부터 2015년 1월 25일까지 방영되었다.
- 프리큐어 시리즈 통상 11번째 작품이자 9대 프리큐어에 해당되는 작품이며, 또한 프리큐어 시리즈 10주년 기념작이다.
- 프리큐어 시리즈 방송 시작 10주년을 기념하여 기념 로고가 제작 된 이외에도 매주 한 회 한 명씩 프로그램의 오프닝 시작 부분에서 초대작 《두 사람은 프리큐어》부터 전작 《두근두근! 프리큐어》까지 총 33명의 역대 프리큐어의 10주년 기념 축하 메시지가 방송된다. 자세한 내용은 각 #방영 목록을 참조.
- 프리큐어 시리즈 최초로 후배 프리큐어를 소개하는 바통 터치 영상이 나온 시리즈이다.
- 전작인 하트캐치 프리큐어!와 마찬가지로 프리큐어 가족이 악의 조직에 의해 납치되어서 수령에 의해 세뇌되어 프리큐어와 싸웠던 적이 있는데 여기에서는 자매끼리 다크 프리큐어(큐어 텐더)와 프리큐어로 서로 싸우게 된다. 그러나 눈앞에서 아버지를 잃은 것과는 달리(큐어 문라이트)[2] 이쪽에서는 적진에 있었던 언니가 동생의 간곡한 호소와 눈물을 통해서 세뇌가 풀리고 극적으로 생환하여 동생과 감격적인 상봉을 하게 되었다.
- 대한민국에서는 2017년 9월 4일부터 2018년 1월 2일까지 애니박스 및 대원방송 계열국을 통해 "해피니스 프리큐어!"라는 제목으로 방영되었다.

## 방송 일시
| 방송 채널                  | 방송일                           | 방송 시간 |
| -------------------------- | -------------------------------- | --------- |
| TV 아사히 계열 아사히 방송 | 2014년 2월 2일 ~ 2015년 1월 25일 | 종료      |

## 등장인물

### 해피니스 프리큐어
아이노 메구미(김나연) / 큐어 러블리(일본어: 愛乃めぐみ / キュアラブリー)
성우 - 나카지마 메구미 / 박지윤
색깔 -      분홍색
주인공으로, 활발하고 낙천적인 중학교 2학년. 곤란 해 있는 사람을 내버려두지 못하는 자애가 넘치는 소녀지만 행동이 앞서고 너무 무모한게 흠이다. 게다가 매사 하는 일이 덤벙대고 서툴어서 도움을 주려고 해도 실패로 끝나는 일이 많다. 그래도 타고난 긍정적인 성격으로 남의 장점을 살려주는게 특기이다. 예쁘고 귀여운 패션에는 관심이 많지만 패션센스는 그다지 좋지 않다. 생일은 10월 12일, 별자리는 천칭자리.
시라유키 히메(정소미) / 큐어 프린세스(일본어: 白雪 ひめ / キュアプリンセス)
성우 - 한 메구미 / 윤미나
색깔 -      하늘색
지구상에 있는 작은 나라 블루 스카이 왕국의 공주님. 악의 조직인 환영제국에 의해 지배당해버린 블루 스카이 왕국을 구하기 위해 프리큐어가 되지만, 겁쟁이라서 싸움 도중에 도망쳐버린다. 성격도 내성적이고 낯을 많이 가려서 친구도 잘 못 사귀었지만 메구미를 만나 처음 친구가 생긴다. 귀하게 자란 공주님이라 응석이 심하고 조금 제멋대로지만, 메구미와 함께 프리큐어를 하면서 사람을 살리며 도와가는 일에 기쁨을 알아가며 어엿한 공주로 성장해 나간다. 멋부리기를 좋아하며, 메구미와 달리 패션센스도 상당하다. 생일은 4월 1일, 별자리는 양자리.
오모리 유코(배주희) / 큐어 허니(일본어: 大森 ゆうこ / キュアハニー)
성우 - 키타가와 리나 / 장예나
색깔 -      노란색
메구미의 소꿉친구. 메구미에게 유유(ゆうゆう)라는 애칭으로 불린다. 메구미처럼 낙천적이면서도 포근하고 평온한 분위기의 소유자로 뒤에서 응원하고 지지해주며 주변을 부드럽게 만드는 치유계 타입. 조금 풀 죽어있는 사람을 보면 '특제 허니 캔디'라고 불리는 사탕을 주기도 한다. 집은 '오모리 밥집'이라는 도시락 가게이며 음식을 먹는 것도 만드는 것도 가장 좋아한다. 생일은 8월 2일, 별자리는 사자자리.
히카와 이오나(최유라) / 큐어 포츈(일본어: 氷川 いおな / キュアフォーチュン)
성우 - 토마츠 하루카 / 김율
색깔 -      보라색
메구미 일행과 같은 중학교에 다니는 수수께끼의 동갑내기 소녀. 공부도 잘하고 무술실력도 뛰어나며 다방면으로 우수한 팔방미인으로 학교에서는 유명인이다. 집은 가라테 도장. 말수가 적고 무표정에 냉정해보이지만 약자를 도와주는 다정한 성격. 혼자서 사이아쿠와 싸우고 있었지만 메구미 일행과 만나면서 변화가 찾아온다. 생일은 10월 7일, 별자리는 천칭자리.

### 파트너 요정
리본(일본어: リボン)
성우 - 마츠이 나오코 / 강은애
색깔 -      분홍색
히메의 시중드는 역이자 러블리, 프린세스의 파트너 요정. 귀여운 목소리와 외모로 다르게 신랄한 발언을 내뱉기도 한다. 히메보다 똑부러지는 성격.
글라산(써니)(일본어: ぐらさん)
성우 - 코보리 미유키 / 윤은서
색깔 -      보라색
큐어 포춘의 파트너 요정.

### 프리큐어와 관련있는 인물
블루(일본어: ブルー)
성우: 야마모토 쇼마 / 서반석
지구의 수호신. 지구상에서 살아가는 모든 것을 사랑하고 있으며 프리큐어의 변신 아이템을 만들어내는 것으로 프리큐어들을 돕지만 혼자서 싸우기 힘들어 하는 시라유키 히메에게 동료를 구해보라고 조언을 하는 등 조언자로 활약한다.
사가라 세이지(사가람)(일본어: 相楽 誠司)
성우 - 카네모토 료스케 / 최승훈
메구미의 소꿉친구이자 같은 반 친구. 메구미와 같은 맨션에 살고 있는 이웃 소년이기도 하다. 가라데를 배우고 있다. 잘생긴 외모에 쿨한 성격으로 여자들에게 인기가 높지만, 지금은 가라데에 빠져있어서 연애에는 흥미가 없다.
히카와 마리아(최유정) / 큐어 텐더(일본어: 氷川 まりあ / キュアテンダー)
성우 - 코바야시 사나에 / 곽규미
이오나의 언니이며 예전에 팬텀과 싸우다 패배하고 거울 속에 봉인되었다. 그러다 적에게 세뇌당해 해피니스 프리큐어와 대립하게 되지만 동생 포츈의 간절한 설득에 원래대로 되돌아온다. 다정하고 부드러우며 강인한 마음을 가진 여성이다.
마스코 미요(전다혜)(일본어: 増子 美代)
성우 - 코지마 사치코 / 윤은서
방송기자.

### 환영제국
퀸 미라쥬 / 큐어 미라쥬(일본어: クイーンミラージュ / キュアミラージュ)
성우 - 코우다 마리코 / 전숙경
환영제국의 여왕. 세계를 정복하여 자신이 원하는 세계로 만들려는 야욕을 가지고 있으며 사랑과 행복을 환상이라고 여기며 증오하고 있다. 사실 그 정체는 300년 전 고대 무녀였으며 지구의 신인 블루의 연인이었다. 그리고 선대 프리큐어로 큐어 미라주로 활동했으며 프리큐어 출신으로서는 최초로 적군으로 전향한 사례를 가지고 있다. 원래의 모습으로 돌아온 이후에는 레드, 블루 형제와 함께 레드의 행성을 재건하기 위해 지구를 떠난다.
디프 미러(일본어: ディープミラー) / 레드 (일본어: レッド)
성우 - 이노우에 카즈히코 / 장민혁
환영제국에 속하는 검은 거울의 정령으로 사실 그 정체는 퀸 미라주를 조종하였던 배후자이자 환영제국의 진짜 수령이었던 레드였다. 그리고 지구의 신인 블루의 친형이기도 하다. 쌰움 이후에 동생인 블루와 원래대로 돌아온 퀸 미라주와 함께 행성을 재건하기 위해 지구를 떠난다.
나마케루다(나마게르타)(일본어: ナマケルダ)
성우 - 카나오 테츠오 / 박성영
환영제국의 간부. 신사의 모습을 하고 있지만 남에 대한 질투가 심하고 우정이라는 말을 싫어한다.
홋시와(호슈아)(일본어: ホッシーワ)
성우 - 오카무라 아케미 / 이다은
환영제국의 여성 간부. 달달한 음식을 좋아하며 항상 디저트를 밥으로 삼아 먹는 성격으로 큐어 허니와 대립한다.
오레스키(오린스키)(일본어: オレスキー)
성우 - 코야스 타케히토 /이현
환영제국의 간부. 군복 차림을 한 군인의 모습이며 가슴에 금색 훈장이 달려있다. 게으른 성격의 나마케루다와 자기의 일 이외에 관심없는 홋시와를 선도하는 성격이다.
팬텀(일본어: ファントム) / 팬팬(일본어: ファンファン)
성우 - 노지마 히로후미 / 남도형
환영제국의 간부이자 퀸 미라주를 보좌하며 따르는 부하로 프리큐어의 헌터로 불린다. 붉은 머리의 청년 모습이며 퀸 미라주를 위해 프리큐어들을 소탕하고 궤멸하려는데 기여하면서 퀸 미라주로부터 신뢰를 얻었다. 퀸 미라주를 슬프게 만든 블루를 적대시하고 있다. 전 세계에 있는 프리큐어들을 소탕하며 이름을 알렸고 한때 큐어 러블리까지도 위협하였다. 그러나 필살기에 의해 정화되어 타격을 입었을 때 큐어 프린세스가 있는 블루스카이 왕국 대사관에서 자신의 적인 큐어 허니(오모리 유코)의 간호를 받은 적이 있는데 처음에는 프리큐어라는 것을 알고 경계하였지만 그녀의 자상하고 따스한 간호에 응하게 된다. 사실 그 정체는 과거 미라주를 따랐던 요정 팬팬이었으며 미라주가 타락하여 환영제국을 세울 때 자신 역시 그녀를 따르며 적진에 들어갔다. 원래 모습으로 돌아온 후로는 눈물을 흘리며 그 동안 악행을 저질렀던 잘못을 뉘우치면서 프리큐어들과 함께 하게 되었으며 블루와도 화해하게 되었다.
사이아쿠(사이아크)(일본어: サイアーク)
성우 - 마스모토 타쿠야 / 김민주, 이창민, 박성영
본작에 등장하는 거대 괴수.
초이아쿠(초이아크)(일본어: チョイアーク)
본작에 등장하는 졸병들.

### 피카리가오카 학원(새빛 중학교)
타카노 레이(레이)
성우 - 하세 미키 / 윤은서
시이나 에레나(이나)
성우 - 오자키 마미 / 이다은
후루타 카나(윤하)
성우 - 야노 아사미 / 김은연
이시가미 린(하린)
성우 - 코자와 미유키 / 장미
카즈미(세영)
성우 - 후지무라 아유미 / 장미
이즈미
성우 - 스가야 야요이 / 장미
메구미네 반의 담임 교사.
나카노
성우 - 키지마 류이치 / 김민주
학급 교사.
히토미(은율)
성우 - 하라 유우코 / 김도영
합창부 부장.

### 아이노 일가
아이노 카오리(일본어: 愛乃 かおり)
성우 - 도우노와키 쿄코 / 김은연
메구미의 엄마. 선천적으로 몸이 약하지만 강건하고 포용력있는 성격. 또한 수제 핫케이크와 특제 잼을 직접 만드는 일을 한다.
아이노 마사루(일본어: 愛乃 勝)
성우 - 오가와 테루아키
메구미의 아빠. 해외에서 출장나가있어서 평소에는 집에 없지만 딸의 생일 날에 귀가했다. 누구보다 가족을 위해 헌신하는 가장이다.

### 사가라 일가
사가라 마오(사나래)(일본어: 相楽 真央)
성우 - 스가야 야요이 / 장미
세이지의 초등학교 3학년 여동생. 메구미하고는 친자매처럼 사이가 좋다.
사가라 히로코(일본어: 相楽 ひろ子)
세이지와 사가라 마오의 엄마. 출장 때문에 자주 집을 비우며, 메구미의 엄마인 카오리와는 친구사이이다.

### 오모리 일가
오모리 타케오(일본어: 大森 たけお)
성우 - 타키 사토시 / 김민주
유코의 아빠. 오모리 밥집의 요리사이다.
오모리 요코(일본어: 大森 ようこ)
성우 - 아다치 마리 / 윤은서
유코의 엄마.
오모리 아이(배미희)(일본어: 大森 あい)
성우 - 야노 아사미 / 이다은
유코의 언니.
오모리 요네조(일본어: 大森 米蔵)
성우 - 우시야마 시게루 / 이창민
유코의 할아버지로 농부다.
오모리 이네(일본어: 大森 イネ)
성우 - 호리고시 마키 / 장미
유코의 할머니로 마찬가지로 농부다.

### 히카와 일가
할아버지
성우 - 마스모토 타쿠야
이오나와 마리아 자매의 할아버지. 히카와 가문의 가라테 도장에서 사범을 맡고있다.

## 방영 목록 [더빙판]
- 방송일은 아사히 방송 기준.

| 화수             | 제목[우리말 더빙]                                       |
| ---------------- | ------------------------------------------------------- |
| 제01화           | 사랑이 좋아! 큐어러블리 탄생!                           |
| 제02화           | 소미와 나연의 우정! 해피니스 프리큐어 결성!!            |
| 제03화           | 비밀이 들통났다고!? 프리큐어의 정체는 절대 비밀!!       |
| 제04화           | 전학생은 공주님!! 소미의 친구 사귀기 대작전!!           |
| 제05화           | 나연과 소미! 마을의 평화는 우리에게 맡겨라!!            |
| 제06화           | 리본의 진심!! 요리는 사랑입니다!                        |
| 제07화           | 우정의 미라클 파워!! 우리의 새로운 힘!!                 |
| 제08화           | 우정의 위기!! 미스 포츈의 불길한 예언!!                 |
| 제09화           | 태권도로 벼락치기!! 프리큐어 파워 업!?                  |
| 제10화           | 노래하는 프리큐어! 큐어 허니 등장!!                     |
| 제11화           | 알쏭달쏭한 메시지!! 큐어허니의 비밀!!                   |
| 제12화           | 위기의 나연! 프리큐어 자격상실?!                        |
| 제13화           | 강적 등장! 큐어 포춘 vs 프리큐어 헌터!!                 |
| 제14화           | 히어로 등장! 너의 진가를 보여줘!                        |
| 제15화           | 부모님이 보고 싶어! 소미, 블루스카이 왕국으로 돌아가다! |
| 제16화           | 내 이름은 전다혜! 프리큐어의 모든 것을 전달해드립니다!  |
| 제17화           | 노력과 근성!! 나연과 가람의 우정!!                      |
| 제18화           | 신의 행복을 응원합니다! 새빛마을 결혼식!!               |
| 제19화           | 축구 대결! 팀 프리큐어 결성!                            |
| 제20화           | 안타까운 과거!! 큐어포츈의 눈물                         |
| 제21화           | 소미, 과거의 잘못! 분노하는 큐어포츈!                   |
| 제22화           | 새로운 변신!? 포츈이 바라는 위대한 소원!                |
| 제23화           | 긴장 가득! 유라와 소미, 두 사람의 첫 심부름!            |
| 제24화           | 최유라 코치의 프리큐어 파워업 대작전!                   |
| 제25화           | 사랑에 두근두근! 프리큐어 합숙 클라이맥스!              |
| 제26화           | 길을 잃은 두 사람! 소미와 가람의 대모험!                |
| 제27화           | 고민하는 소미! 해피니스 프리큐어 해체 위기?!            |
| 제28화           | 하와이 상륙! 알로하 프리큐어 등장!                      |
| 제29화           | 엑시아의 진정한 모습! 샤이닝 메이크 드레서!!            |
| 제30화           | 팬텀의 히든카드!또 한 명의 큐어러블리!                  |
| 제31화           | 가까워지는 둘 사이!? 큐어허니와 팬텀!                   |
| 제32화           | 유라의 첫사랑!? 이노센트폼 발동!                        |
| 제33화           | 나도 되고 싶어! 나연의 이노센트 찾기!                   |
| 제34화           | 소미, 대활약!? 성공적인 첫 문화제를 위하여!             |
| 제35화           | 맛있게 냠냠! 주희의 해피니스 딜리버리!                  |
| 제36화           | 사랑이 가득! 나연이의 이노센트 버스데이!                |
| 제37화           | 깨져버린 빅뱅! 놀라운 강적 등장!                        |
| 제38화           | 울려라! 네 사람의 노랫소리, 이노센트프리피케이션!       |
| 제39화           | 충격 받은 유라! 굿바이 큐어텐더!                        |
| 제40화           | 소소한 행복! 프리큐어의 휴일!                           |
| 제41화           | 미라주를 위해! 팬텀의 마지막 싸움!                      |
| 제42화           | 환영제국과의 결전! 프리큐어VS삼간부!                    |
| 제43화           | 부딪치는 마음! 러블리와 미라주!                         |
| 제44화           | 새로운 위협!? 붉은 사이아크!!                           |
| 제45화           | 신이 적!? 충격적인 크리스마스!!                         |
| 제46화           | 사랑과 증오의 배틀! 가람vs프리큐어!!                    |
| 제47화           | 고마워 가람아! 사랑이 만들어내는 힘!                    |
| 제48화           | 증오를 뛰어넘어! 탄생! 포에버러블리!                    |
| 제49화[마지막회] | 영원히 빛나는 사랑! 모두가 행복 해피니스!               |

## 극장판
극장판 해피니스 차지 프리큐어! 인형 나라의 발레리나
2014년 10월 11일 공개. 큐어 포춘과 글라선이 영화 첫 등장.

### 크로스 오버 극장판
극장판 프리큐어 올스타즈 뉴 스테이지 3 영원의 친구
2014년 3월 15일 공개.
극장판 프리큐어 올스타즈 봄의 카니발♪
2015년 3월 14일 공개.
극장판 프리큐어 올스타즈 모두 함께 노래하다♪ 기적의 마법!
2016년 3월 19일 공개.
극장판 허긋토! 프리큐어♡두 사람은 프리큐어 올스타즈 메모리즈
2018년 10월 27일 공개. 프리큐어 15주년 기념작으로, 전작인 두 사람은 프리큐어 외 프리큐어 전 작품을 콜라보한 크로스 오버 작품이다.
극장판 프리큐어 미라클 유니버스
2019년 3월 16일 공개.
극장판 프리큐어 올스타즈 F
2023년 9월 15일 공개. 프리큐어 20주년 기념작이다.